# 中國國民黨第一次全國代表大會舊址
23°7′36″N 113°16′18″E / 23.12667°N 113.27167°E
中國國民黨第一次全國代表大會舊址位于广州市越秀区文明路广东省立中山图书馆东侧钟楼的礼堂中，为全国重点文物保护单位。中國國民黨第一次全國代表大會於1924年1月20日至30日在该钟楼的礼堂内召开。礼堂现已恢复当时大会时的原状，正面的主席台上有孙中山画像，畫像左邊為中国国民党党旗、右邊為中華民國國旗，台下的座位全部贴有当时出席会议人员的编号和姓名。
该建筑是1904年在原清朝科举试场广东贡院旧址上兴建的两广优级师范学堂钟楼和大礼堂，占地面积4375平方米，建筑面积2400平方米，为砖木结构的两层房屋，正门为拱形圆柱廊，大屋的前半部分为两层，后半部分为一层，外貌似“山”字形，因楼最高处四面安装过时钟，故名为钟楼。1924年，孙中山在此设立国立广东大学，后来改为国立中山大学，作为中大校本部办公楼。1933年，国立中大位于城外石牌五山的新校园建成后（今华南理工大学五山校区和华南农业大学校址），文明路旧校与石牌新校园并用。1952年院系调整后，中山大学被迁往原岭南大学校园（位于广州河南康乐园，今属海珠区），文明路旧校园归广东省文化厅使用，后被改建为广东省立中山图书馆和广东省博物馆。

## 鲁迅纪念馆
广州鲁迅纪念馆同样位于钟楼内，属于广东省博物馆管理。
1927年1月18日，鲁迅应邀从私立厦门大学到国立中山大学任文科主任兼教务主任时在此居住，至3月29日迁居至白云楼。1957年该处设为广州鲁迅纪念馆，1959年10月1日开馆，1995年被公布为第二批爱国主义教育基地。
馆内有当时鲁迅居所的复原陈列室以及鲁迅手稿、文物等展示。还有鲁迅生前的摆设，展出鲁迅在中大工作过的一些旧物，以及鲁迅在各个时期的刊物、相片等等。
因东侧原来的广东省博物馆已迁至珠江新城新址，故鲁迅纪念馆和国民党一大旧址在2010年起暂时关闭维修，于2016年11月12日孙中山诞辰150周年重新开放。
- 全景
- 大門
- 國立中山大學時期大門
- 旧址正面
- 侧面
- 鐘樓入口掛有魯迅紀念館和國民黨一大兩幅牌匾
- 内部
- 钟楼
- 國立中山大學時期鐘樓
- 國立中山大學校徽

## 纪念
2008年7月13日，高雄市议会及各界人士广州访问团拜谒了中国国民党“一大”旧址。